# Howard Stern
Howard Stern (Estats Units, 12 de gener de 1954) professional de la ràdio i la televisió nord-americana, gràcies a la seva carrera com a actor, humorista i escriptor. Actualment, dirigeix el seu propi programa de ràdio, El show de Howard Stern, que es transmet tres vegades per setmana (de dilluns a dimecres) a través de Howard 100, una estació de la ràdio satel·litària Sirius.
En 1993, els Bee Gees van realitzar al programa de Stern una sorprenent actuació: van cantar a John Wayne Bobbitt (famós perquè la seva esposa Lorena Bobbitt li va tallar el penis) la paròdia del seu èxit To Love Somebody anomenada To Lose your Penis.
Stern es va donar a conèixer pel seu xou radiofònic transmès durant molts anys en estacions d'FM i en algunes d'AM d'àmbit nacional als Estats Units, fins a la seva última emissió el 25 de desembre de 2005. A partir del 9 de gener de 2006, el seu xou va començar a transmetre's a través de Sirius, una ràdio satel·litària d'escolta per subscripció.
A més de la seva carrera radiofònica, també ha fet incursions a la premsa, televisió, música i cinema, amb diversos llargmetratges. Ha escrit dos llibres: Private Parts, del qual va fer una pel·lícula, i Miss America. Els seus projectes televisius inclouen un xou de varietats a la cadena novaiorquesa WWR-TV, un xou nocturn documentant el seu programa de ràdio, un programa similar a la cadena CBS que va competir amb Saturday Night Live durant algun temps, Howard On-Demand per als subscriptors de cable a diversos mercats i Son of the Beach, una paròdia de Baywatch (Els vigilants de la platja) per al canal FX produïda per ell mateix.
El 2006 Stern va ser triat per la revista Time com una de les 100 persones que redimensionen el nostre món i la revista Forbes el va situar a la setena posició entre les 100 celebritats més importants del 2006, però el seu reconeixement fora dels Estats Units i del món anglosaxó és molt reduït.
El febrer de 2006 Stern es va comprometre amb la seva xicota, la model Beth Ostrosky.

## Segon matrimoni
. Pel·lícula biogràfica.
- Del director Betty Thomas.
- Interpretada per:
- Howard Stern.
- Robin Quivers.
- Mary McCormack.
- Allison Janney.
- Paul Giamatti.
- Fred Norris.
- Michael Murphy.
- Kelly Bishop.
- Paul Hecht.